# Strupnikovke
Strupnikovke (strupnikovice, zijevalice, lat. Scrophulariaceae), biljna porodica iz reda medićolike koja je svoje ime dobila po rodu strupnika (Scrophularia), a pripada joj još niz dobro poznatih rodova, kao što su: voduška (Limosella), divizma (Verbascum), budleja (Buddleja). 
Danas neki hrvatski nazivi sadrže u imenu biljke stare nazive rodova koji su u međuvremenu preseljeni u druge rodove, pa tako imamo hrvatski naziv zijevalice, što je ime roda Antirrhinum koji se danas klasificira porodici trpučevki (Plantaginaceae). 
Rod bakopa (Bacopa) također se danas klasificira u porodicu trpučevki, tako je vrsti ukrasna bakopa ostalo to ime iako se danas vodi pod rod sutera (Sutera, Sutera cordata, ili po drugom izvoru u rod (Chaenostoma, Chaenostoma cordatum). 
Staro ime koje dolazi od chaino = otvoren i stoma = usta), nastalo je zbog širom otvorenog cvjetnog vjenčića, po kojem su zijevalice, a ne trpučevke, dobile ime.
Strupnikovkama pripada preko 2000 vrsta.

## Opis
Scrophulariaceae, porodica strupnikovih cvjetnica, jedna od 26 u redu Lamiales, koja sadrži oko 65 rodova i 1700 vrsta rasprostranjenih diljem svijeta. U njoj nema kulturnih biljaka od velikog gospodarskog značaja, ali je prepoznatljiva po mnogim ukrasnim vrtnim biljkama, kao što su “leptirov grm” ili budleja (Buddleja), dijascija (Diascia), nemezija (Nemesia) i mnoge druge. Neki, poput divizme (Verbascum), su problematični korovi.
Porodicu karakteriziraju dvospolni cvjetovi s cjevastim vjenčićima (sraslim laticama) koji su obostrano simetrični (dvousni) i većinom imaju četiri prašnika, od kojih su dva obično kraća od druga dva. Tučak je gornji (tj. smješten iznad mjesta pričvršćivanja ostalih dijelova cvijeta) i obično je dvostaničan.

## Tribusi i Rodovi
1. Familia Scrophulariaceae Juss. (2045 spp.)
  1. Subfamilia neopisana
    1. Colpias E. Mey. ex Benth. (1 sp.)

  2. Subfamilia Hemimeridoideae Reveal
    1. Alonsoa Ruiz & Pav. (10 spp.)
    2. †Chamaecrypta Schltr. & Diels (1 sp.)
    3. Diascia Link & Otto (63 spp.)
    4. Hemimeris L. fil. (4 spp.)
    5. Diclis Benth. (9 spp.)
    6. Nemesia Vent. (69 spp.)

  3. Subfamilia Myoporoideae Arn.
    1. Tribus Aptosimeae Benth. & Hook. fil.
      1. Anticharis Endl. (11 spp.)
      2. Aptosimum Burch. ex Benth. (22 spp.)
      3. Peliostomum E. Mey. ex Benth. (7 spp.)

    2. Tribus Leucophylleae Miers
      1. Eremogeton Standl. & L. O. Williams (1 sp.)
      2. Leucophyllum Humb. & Bonpl. (17 spp.)
      3. Capraria L. (6 spp.)

    3. Tribus Myoporeae Rchb.
      1. Androya H. Perrier (1 sp.)
      2. Bontia L. (1 spp.)
      3. Eremophila R. Br. (249 spp.)
      4. Glycocystis Chinnock (1 sp.)
      5. Myoporum Banks & Sol. ex G. Forst. (36 spp.)

  4. Subfamilia Buddlejoideae Engl.
    1. Tribus Teedieae Benth.
      1. Dermatobotrys Bolus (1 sp.)
      2. Oftia Adans. (3 spp.)
      3. Ranopisoa J.-F. Leroy (1 sp.)
      4. Teedia Rudolphi (2 spp.)
      5. Freylinia Colla (10 spp.)
      6. Phygelius E. Mey. ex Benth. (2 spp.)

    2. Tribus Buddlejeae Bartl.
      1. Buddleja L. (112 spp.)

  5. Subfamilia Scrophularioideae Beilschm.
    1. Tribus Limoselleae Dumort.
      1. Jamesbrittenia Kuntze (84 spp.)
      2. Limosella L. (15 spp.)
      3. Manuleopsis Thell. (1 sp.)
      4. Glekia Hilliard (1 sp.)
      5. Hebenstretia L. (24 spp.)
      6. Dischisma Choisy (11 spp.)
      7. Zaluzianskya F. W. Schmidt (57 spp.)
      8. Pseudoselago Hilliard (28 spp.)
      9. Chenopodiopsis Hilliard (3 spp.)
      10. Phyllopodium Benth. (26 spp.)
      11. Polycarena Benth. (17 spp.)
      12. Tetraselago Junell (4 spp.)
      13. Melanospermum Hilliard (6 spp.)
      14. Glumicalyx Hiern (6 spp.)
      15. Selago L. (191 spp.)
      16. Microdon Choisy (7 spp.)
      17. Gosela Choisy (1 sp.)
      18. Cromidon Compton (12 spp.)
      19. Trieenea Hilliard (10 spp.)
      20. Strobilopsis Hilliard & B. L. Burtt (1 sp.)
      21. Globulariopsis Compton (7 spp.)
      22. Sutera Roth (3 spp.)
      23. Camptoloma Benth. (3 spp.)
      24. Barthlottia Eb. Fisch. (1 sp.)
      25. Lyperia Benth. (6 spp.)
      26. Manulea L. (71 spp.)
      27. Chaenostoma Benth. (46 spp.)

    2. Tribus Scrophularieae Dumort.
      1. Verbascum L. (462 spp.)
      2. Rhabdotosperma Hartl (6 spp.)
      3. Nathaliella B. Fedtsch. (1 sp.)
      4. Scrophularia L. (292 spp.)
      5. Antherothamnus N. E. Br. (1 sp.)

  6. Subfamilia Incertae sedis
    1. Trungboa Rauschert (1 sp.)

## Sinonimi
- Bontiaceae Horan.
- Buddlejaceae K.Wilh.
- Caprariaceae Martinov
- Hebenstretiaceae Horan.
- Hemimeridaceae Doweld
- Limosellaceae J.Agardh
- Myoporaceae R.Br.
- Oftiaceae Takht. & Reveal
- Polypremaceae Takht. ex Reveal
- Selaginaceae Choisy
- Verbascaceae Bercht. & J.Presl

## Vanjske poveznice
- World Species
- Flora of North America
- Kew
- Tropicos
- GBIF
- Flora of Zimbabwe
- ScienceDirect
- Go Botany